# Tettigonia semifasciata
Tettigonia semifasciata är en insektsart som beskrevs av Taschenberg 1884. Tettigonia semifasciata ingår i släktet Tettigonia och familjen dvärgstritar. Inga underarter finns listade i Catalogue of Life.